# Llista de trastorns del llenguatge
| Discurs                  | Afàsia                                     | Disfàsia, esquizofàsia, logorrea           | Parafàsia      |
| Enteniment               | Agnòsia, asèmia, asimbòlia, asomatoagnòsia | Hemiasomatoagnòsia                         | -              |
| Entonació                | Aprosòdia                                  | Disprosòdia                                | -              |
| Fonació                  | Anàrtria                                   | Disàrtria, disglòssia                      | -              |
| Lectura                  | Alèxia                                     | Dislèxia                                   | Paralèxia      |
| Llenguatge escrit        | Agrafia                                    | Disgrafia, Disortografia, graforrea        | Paragrafia     |
| Llenguatge oral          | Alàlia                                     | Dislàlia, coprolàlia, ecolàlia, glosolàlia | Palilàlia      |
| Moviments voluntaris     | Apràxia                                    | Dispràxia                                  | -              |
| Ortofonia                | -                                          | Disfemia                                   | -              |
| Ortografia               | -                                          | Disortografia                              | -              |
| Pobresa del discurs      | Alògia                                     | -                                          | -              |
| Recordar noms            | Anòmia                                     | -                                          | -              |
| Sintaxi                  | Agramatisme                                | -                                          | Paragramatisme |
| Sonoritat                | Afonia                                     | Disfonia                                   | -              |
| Altres:                  |                                            |                                            |                |
| Trastorns del llenguatge |                                            |                                            |                |